# Underground hiphop
Underground hiphop eller underground rap er et "paraplybegreb" for hiphop musik uden for den almindelige kommercielle kanon, udelukkende forbundet med uafhængige musikere, som enten har pladekontrakter med små uafhængige pladeselskaber eller slet ingen pladekontrakter har. Underground hiphop karakteriseres ofte af at have mere socialt bevidst, positiv eller anti-kommerciel lyrik end den gængse hiphop; selvom der ikke findes et forenende eller universelt kendetegn – Allmusic antyder, at genren ikke har nogen bestemt lyd som fællesnævner. Underground hiphop kendes i nogle tilfælde også som alternative hiphop.